# José Joaquín Melgar
José Joaquín Melgar García (Oviedo, España, 13 de enero de 1968), conocido como Melgar, es un exfutbolista español. Se desempeñaba como portero.

## Clubes
| Club                          | País   | Año       |
| ----------------------------- | ------ | --------- |
| U. P. Langreo                 | España | 1988-1989 |
| Real Murcia C. F.             | España | 1989-1992 |
| C. E. Sabadell F. C.          | España | 1992-1993 |
| U. P. Langreo                 | España | 1993-1997 |
| Caudal Deportivo              | España | 1997-1999 |
| U. D. Pájara-Playas de Jandía | España | 1999-2001 |
| Algeciras C. F.               | España | 2001-2002 |
| R. B. Linense                 | España | 2002-2003 |
| C. D. San Fernando            | España | 2003-2006 |